# Arnedo (Valle de Valdebezana)
Arnedo  es una localidad y una entidad local menor situadas en la provincia de Burgos, comunidad autónoma de Castilla y León (España), comarca de Las Merindades, partido judicial Villarcayo, ayuntamiento de Valle de Valdebezana.

## Datos geográficos
Está situado a 10 km al oeste de Soncillo, capital del municipio, a 43 km de Sedano, su antigua cabeza de partido, y a 90 km de Burgos. A 863 m s. n. m., su terreno tiene una inclinación del 20,89%, se encuentra al pie del puerto del Escudo, al sur del Embalse del Ebro, Lugar de Importancia Comunitaria, en el norte de la provincia de Burgos y limítrofe con el sur de Cantabria. Dista 81 km de Santander, 90 km de Burgos y 113 km de Bilbao.

## Clima
La temperatura media anual es de 9,90 °C, la cual es 3,07 °C más baja que la temperatura media anual de España que es 12,97 °C.
En los meses más cálidos la temperatura media es de 24,90 °C y en los meses más fríos la temperatura media es de -0,80 °C.
La precipitación media anual es de 913 mm, la cual es 268,7 mm más alta que la precipitación media anual de España (644,3 mm).

## Comunicaciones
Atraviesa la carretera local  BU-V-5421  y cercana está la carretera provincial  BU-642 , por donde circula la línea de autobuses Burgos-Arija, con parada en Herbosa.
La estación de ferrocarril más cercana está en Arija y pertenece a la línea Bilbao - La Robla.

## Demografía
En el censo de 1950 contaba con 74 habitantes, reducidos a 3 (3 varones) en el padrón municipal de 2015.
Del año 2011, cuando contaba con 6 habitantes (3 varones y 3 mujeres), al año 2015 redujo su población a 3 habitantes (3 varones).

## Fiestas y costumbres
La fiesta local es el 16 de agosto, festividad de San Roque. Esta fiesta se celebra con procesión (se saca el pendón y las imágenes).
Antiguamente celebraba con romería la festividad de San Pelayo el 26 de junio.

## Historia
Durante el Antiguo Régimen pertenece a la circunscripción de Hoz de Arreba, perteneciente al partido de Laredo, jurisdicción de señorío ejercida por el Marqués de Cilleruelo y Duque de Frías, quien nombraba su regidor pedáneo.
En el siglo XIX, a la caída del Antiguo Régimen, Hoz de Arreba desaparece como ayuntamiento, por lo que queda agregado al ayuntamiento constitucional de Valle de Valdebezana, en el partido de Sedano, perteneciente a la región de Castilla la Vieja.

## Parroquia
Iglesia de San Pelayo, agregada a Herbosa, depende de la iglesia parroquial católica de Arija, en el Arcipestrazgo de Merindades de Castilla la Vieja, diócesis de Burgos.

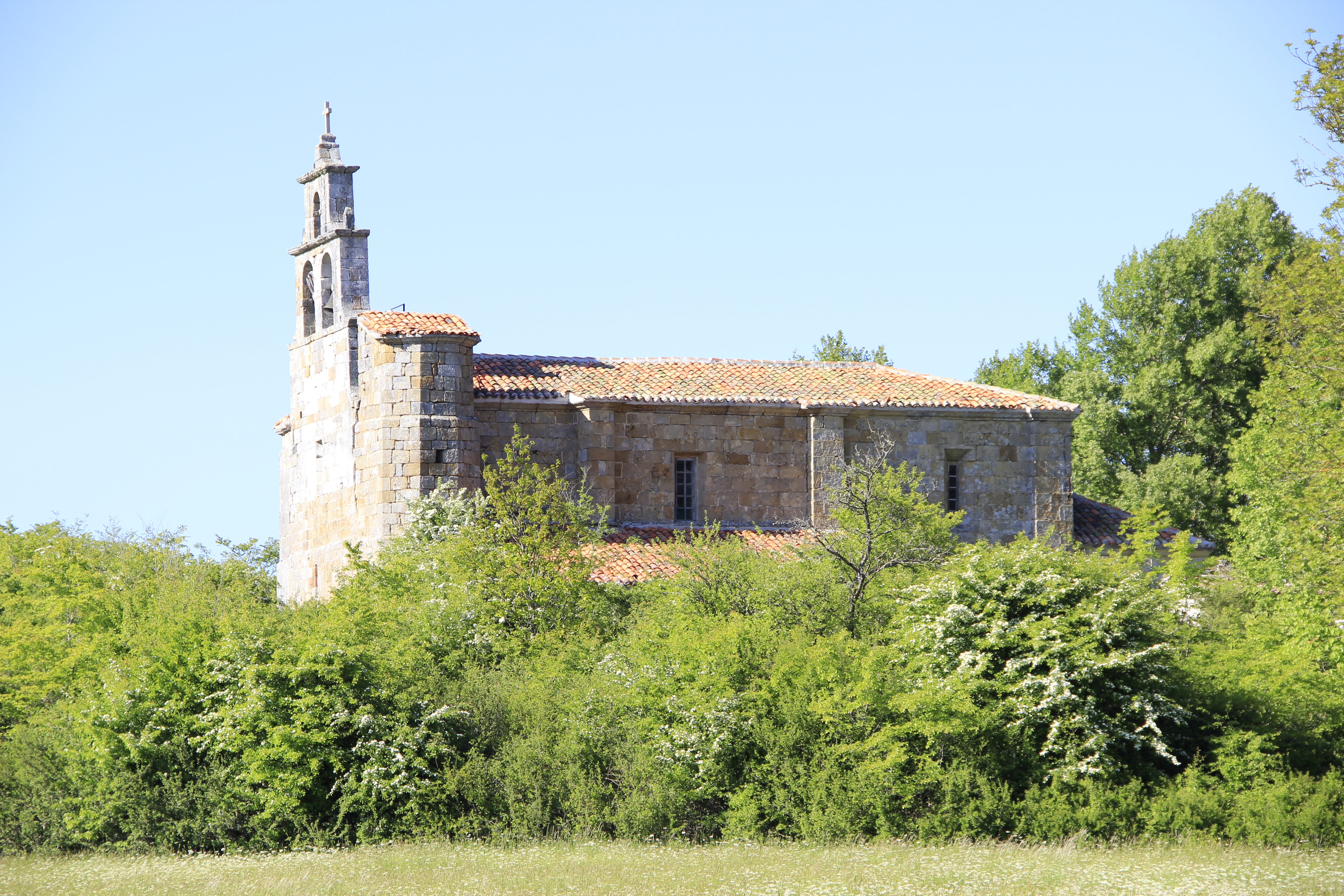
Iglesia de San Pelayo en Arnedo

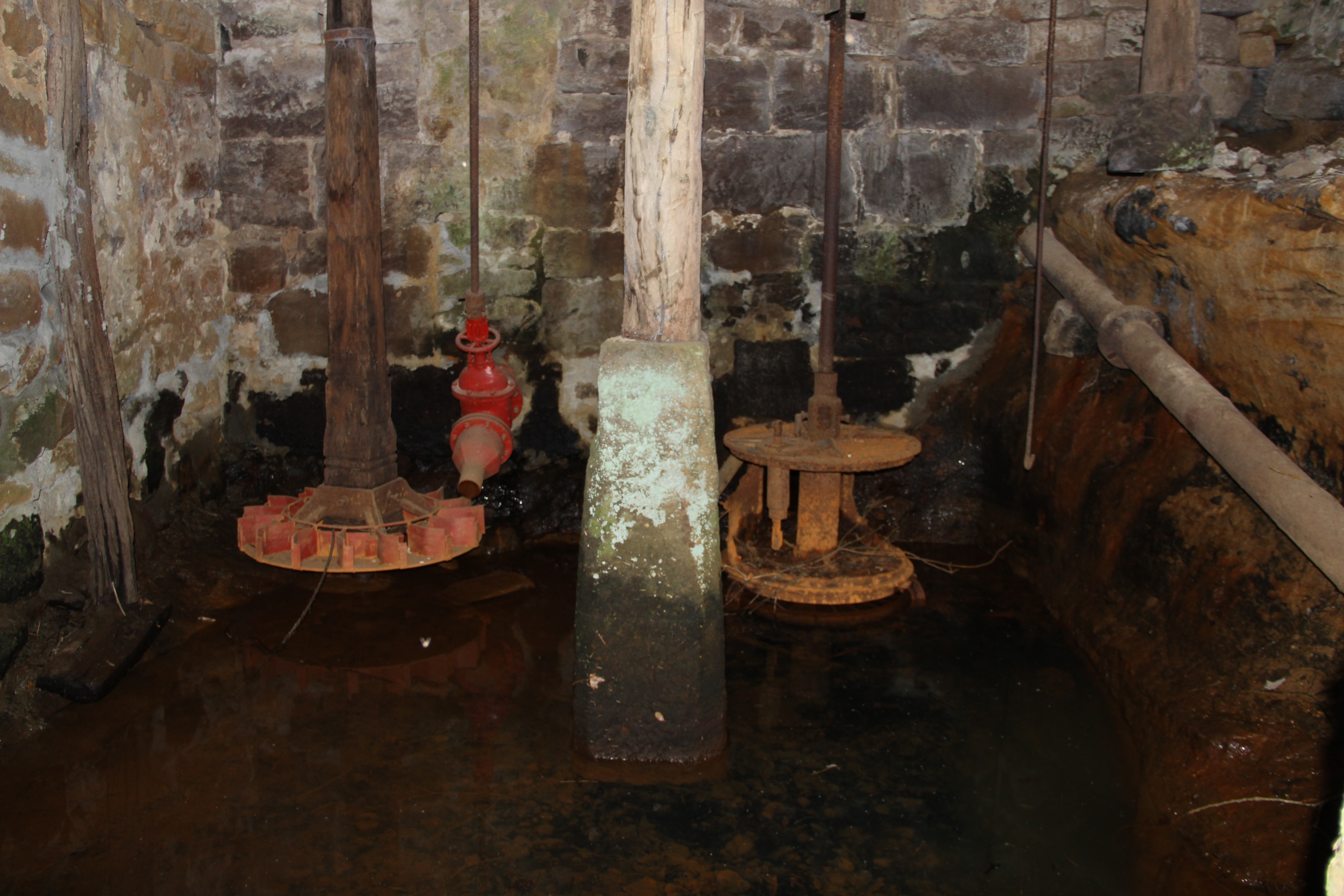
Molino en Arnedo

## Arquitectura y monumentos
- Iglesia de San Pelayo, barroca, tiene tres tramos al exterior en la nave rectangular, portada con arco de medio punto.

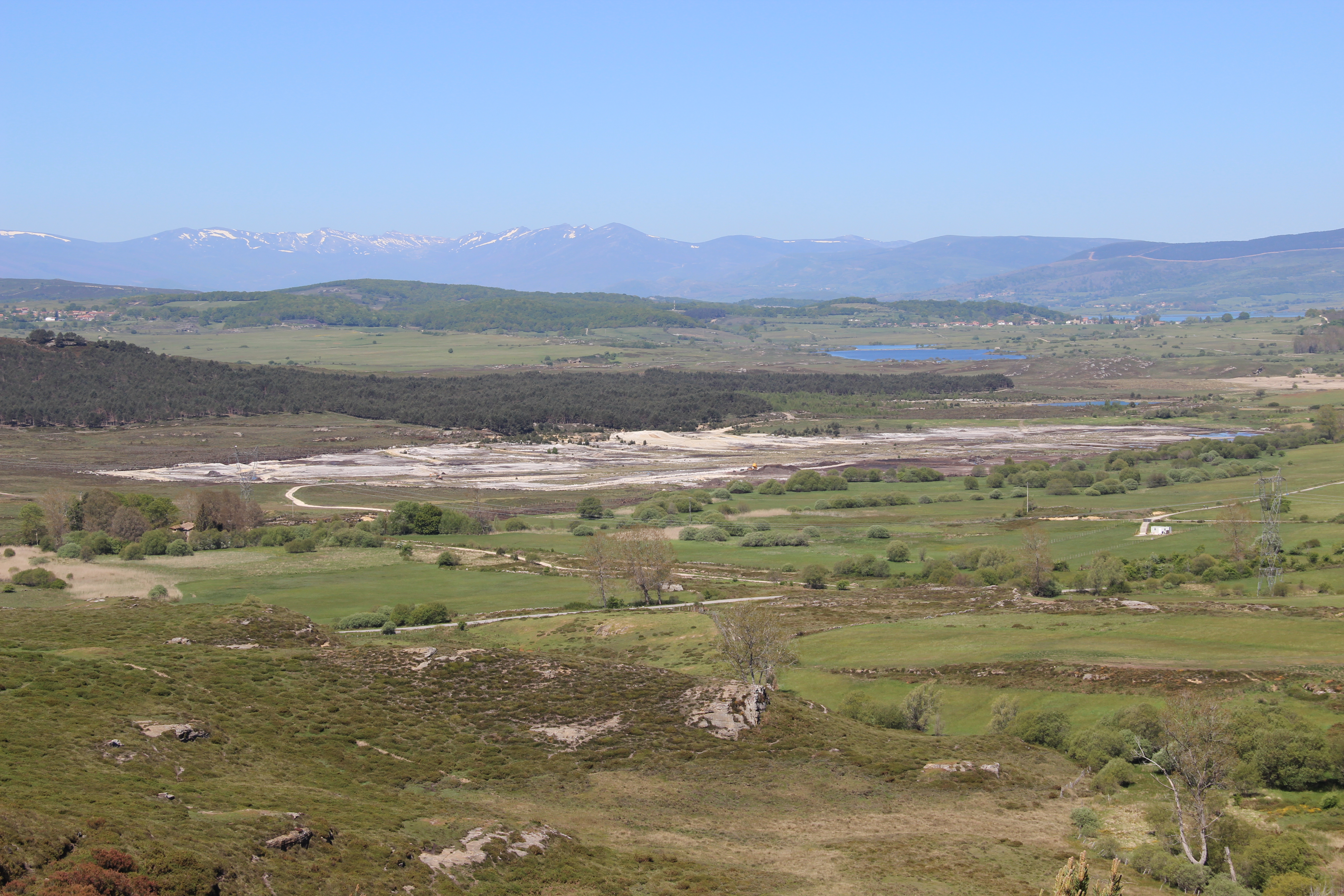
Turbera Margarita junto a Arnedo

- Molino.

## Medio ambiente
La Turbera Margarita estuvo explotada para la obtención de la turba, utilizada como carburante y abono orgánico. Desde julio de 2007, y tras cinco años de trabajo ha sido rehabilitada mediante un proyecto de intervención financiado por Caja Burgos, en el que también ha participado la Consejería de Medio Ambiente de la Junta de Castilla y León, creando un sistema de lagunas y encharcando el terreno para dificultar el proceso de descomposición orgánica y restablecer la cubierta de esfagnos, un tipo de musgo cuyos residuos muertos son los que forman las turberas. Se ha creado una pequeña lámina de agua en una gran explanada de brezales y praderas, y se han plantado especies arbóreas que dan nuevas oportunidades de vida en la zona. La laguna principal, ocupa 15.000 metros cuadrados y su profundidad máxima es de 2 metros. Además, se ha conseguido que se formen dos lagunas de carácter temporal, que ocupan entre los 1.500 y 2.200 metros cuadrados, y cuya capacidad dependerá de la pluviometría, lo que se conoce como turberas altas. Actualmente está incluida en la Red Natura 2000.

## Turismo
La Turbera Margarita está llena de vegetación por lo que la aprovechan muchas aves como cobijo. Existe un buen observatorio ornitológico, en estas turberas los trinos delatan la presencia de las aves. Se pueden realizar excelentes observaciones de collalba gris, pardillo común, escribano cerillo, alimoche, tarabilla norteña, alcaudón dorsirrojo y camachuelo común. Además, los amantes de las flores se encuentran con praderas inundadas de bellos colores, destacando Orchis morio.